# منطقة كريمنشوك
منطقة كريمنشوك (بالأوكرانية: Кременчуцький район)‏ هي مديرية في مقاطعة بولتافا في وسط أوكرانيا، مركزها الإداري هو مدينة كريمنشوك، يبلغ عدد سكانها حوالي 387,200 نسمة حسب تعداد عام 2022.

## المدن
| - بيلتسكيفكا - بونداري - بيرتي - Checheleve - نوفا زنام "إيانكا - تشيكاليفكا - ديميدفكا - دزيرزينسكي - فيدورنكي - هوريسلافتسي - هونكي - كامياني بوتوكي - كاربيفكا - كيليبردا - كيندريفكا - Kobeliachok - كورزيفكا - كوفالي - كوفاليفكا - كرامارينكي - كريمنشوك - كريفوشي - ليتفينينكي - ماخنيفكا - ماكسيميفكا | - مالا كوكنيفكا - مالاميفكا - ماليكي - مايبوروديفكا - Mykhaialenky - ميلوفيدفكا - ميرن - نايدنيفكا - نيدوهاركي - نوفوسيليفكا - أوليفيريفكا - Omelnyk - Onyschenky - أوستابتسي - باشينيفكا - بانيفكا - بيتراشيفكا - بيدرين - بيشان - بوتوكي - بريشيب - Pykhal'schina - بيسارسشينا - بيستوفيتي - P "iatykhatky | - رادوتشينو - Revivka - روبوتيفكا - روف - روكيتين - روكيتين دونيفكا - رومانكي - صادقي - ساليفكا - Samusiivka - الشربكي - الشربخي - سوسنيفكا - ستارا بيلتسكيفكا - ستيبيفكا - فاراكيتو - فاسيلينكي - فيلنا تيريشكيفكا - فوسكوبيينيكي - يالينتسي - ياريميفكا - يريستيفكا - زابسيليا - زاروديا |